# Sergio Barila
Sergio Javier Barila Martínez (Valencia, España; 15 de marzo de 1973) es un futbolista ecuatoguineano nacido en España, que representó a la selección africana ya que su padre nació allí y él adquirió la nacionalidad. Fue el primer jugador profesional en jugar con la camiseta de la selección de Guinea Ecuatorial (conocida como "la roja de África" o "Nzalang"), con la que marcó un gol de penalty en la victoria de Guinea Ecuatorial contra Togo por 1-0, en partido clasificatorio para la fase de grupos del Mundial 2008 y para la Copa de África del mismo año. El partido se disputó en la ciudad de Bata. En el partido de vuelta, perdieron 2-0 y fueron eliminados. 
A nivel de clubes, jugó en España con los equipos Valencia, Saguntino, Barbastro, Alcoyano, Pontevedra, Castellón, Mérida, Levante, FC Cartagena, Gimnàstic de Tarragona, Getafe y Benidorm. 
Consiguió asceder a primera división con el Mérida, a segunda división con el Gimnàstic de Tarragona y Getafe CF, y a Segunda división B con el CD Benidorm. 
Se retiró como futbolista a los 31 años por una lesión importante de rodilla en el CD Benidorm. Posteriormente trabajó una temporada como secretario técnico del CD Alcoyano de la segunda división B española.
En el 2015, fue llamado de urgencia por la Federación de Fútbol de Guinea Ecuatorial, para ser el coordinador de la selección absoluta de fútbol para la Copa de África del 2015, que disputó como local tras renunciar Marruecos de ser el anfitrión, por los problemas que hubo por el Ébola en varios países del continente africano. Consiguieron llegar hasta semifinales, que ha sido el mayor éxito conseguido por esta selección.  
En la actualidad, representa futbolistas,  varios de ellos internacionales, como el delantero colombiano Carlos Bacca, en su empresa INVSPORT.
Es licenciado en Derecho y se especializó en Derecho deportivo.
Casado y con una hija.

## Clubes
| Club                   | País   | Año       |
| ---------------------- | ------ | --------- |
| Valencia Mestalla      | España | 1991-1992 |
| Valencia               | España | 1992-1993 |
| Atlético Saguntino     | España | 1998      |
| UD Barbastro           | España | 1993-1994 |
| CD Alcoyano            | España | 1994-1995 |
| Pontevedra CF          | España | 1995-1996 |
| Castellón              | España | 1996-1997 |
| CP Mérida              | España | 1997      |
| Levante UD             | España | 1997-1998 |
| FC Cartagena           | España | 1998-2000 |
| Gimnàstic de Tarragona | España | 2000-2001 |
| Getafe                 | España | 2001-2002 |
| Benidorm CF            | España | 2002-2004 |